# Akitsu Maru
Die Akitsu Maru (japanisch あきつ丸) war ein Landungsboot-Mutterschiff mit Flugdeck des Seekommandos des Kaiserlich Japanischen Heeres, das im Zweiten Weltkrieg zum Einsatz kam. Das Schiff wird aufgrund seiner Konfiguration auch als erstes amphibisches Angriffsschiff der Welt bezeichnet.

## Geschichte

### Allgemeines
Die Akitsu Maru wurde am 17. September 1939 als Passagierschiff für die Nippon Kaiun, K. K. auf der Werft von Ishikawajima Harima in Aioi auf Kiel gelegt und der Stapellauf erfolgte am 24. September 1941. Bereits im Juni 1941 wurde das Schiff durch das japanische Heer noch in der Werft unter der Schiffsnummer 999 requiriert und begonnen, es zu einem Landungsboot-Mutterschiff der Klasse Spezial Typ Hei (Typ C) umzubauen. Diese Multifunktionsschiffe dienten zum Transport von Material und Nachschub ebenso wie für den von Soldaten und Pferden. Im Rumpf war ein durchgehendes Ladedeck für 20 14-m-Landungsboote Typ Daihatsu eingebaut. Als Besonderheit hatte das Schiff ein kurzes Flugdeck, auf dem an Deck mitgeführte Flugzeuge gestartet werden sollten. Diese sollten nach dem Einsatz auf Flughäfen an Land landen, da das Schiff für Landungen nicht vorgesehen war. Problem war von vornherein, dass ab 1935 kein Flugzeug im Arsenal der Heeresluftstreitkräfte in der Lage war, auf einer so kurzen Startstrecke abzuheben. Da aufgrund der Kriegslage das Schiff dringend benötigt wurde, sollte das Problem bei einer späteren Werftliegezeit gelöst werden.

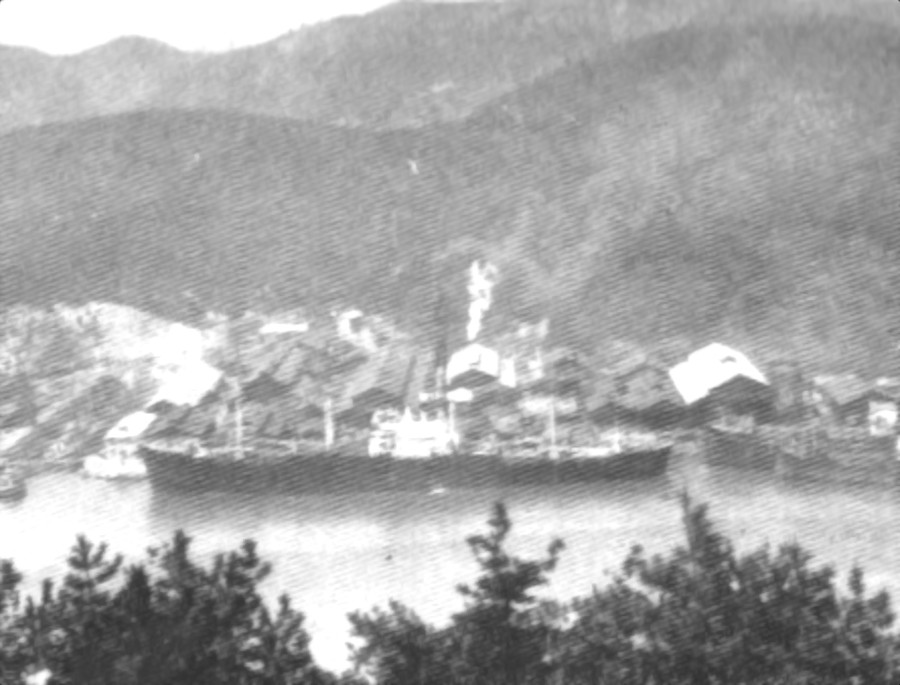
Passagierschiff Akitsu Maru nach Stapellauf

Von April bis Juli 1944 wurde das Schiff massiv umgebaut. Die Flugleitbrücke und der Schornstein wurden auf eine Ausbuchtung an der Schiffsseite verschoben. Das hintere Oberdeck wurde freigeräumt, so dass dort Platz für Wartungsarbeiten in einem seitlich offenen Hangar geschaffen werden konnte. Das Flugdeck wurde umgebaut und erweitert, so dass nun das Typ 3 Nahaufklärungsflugzeug Ki-76 dort starten und landen konnte. Dies machte auch zum Teil eine Neuplatzierung der Bewaffnung nötig. So wurde das Schiff zusätzlich zu einem leichten Geleitträger zur U-Boot-Abwehr umgebaut, wobei das Ladedeck und ein Teil der Unterkünfte erhalten blieben.
Da jedoch nach der amerikanischen Invasion der Philippinen ein akuter Mangel an Transportschiffen herrschte, wurden die Flug- und Hangareinbauten nach nur vier Geleitfahrten innerhalb weniger Tage teilweise wieder ausgebaut und das Schiff erneut als reiner Transporter verwendet.
Die an Deck aufgestellten Geschütze dienten vor allem zur Nahunterstützung bei Landungsoperationen. Die Fliegerabwehr war mit zwei 7,5-cm-Geschützen und sechs von der Marine übernommenen, leichten 25-mm-Maschinenkanonen nur unzureichend für ein Schiff dieser Größe.

### Kriegseinsatz
Am 30. Januar 1942 wurde das Schiff in den Dienst des Kaiserlich Japanischen Heeres gestellt. Ihre Aufgabe bestand im Krieg darin Truppen, Ausrüstung und andere Versorgungsgüter zu japanischen Stützpunkten in Übersee zu transportieren. Bis zur Versenkung wurden zahlreiche Transportfahrten durchgeführt.
Ab dem 8. Februar 1942 war das Schiff bei „Operation J“, der Invasion von Java, im Einsatz. Das Schiff verließ die Bucht von Cam Ranh in einem Konvoi der aus 56 Truppentransporten bestand. Sie transportieren die 2. Infanteriedivision für die Invasion von Merak und Banten auf Java. Fünfzehn Transportschiffe gingen nach Merak, darunter die Akitsu Maru. Am 1. März 1942 erreichte der Konvoi Merak und landete Teile der 2. Infanteriedivision. Es folgten mehrere Fahrten zur Nachschubsicherung.
Am 30. Oktober 1943 kollidierte die Akitsu Maru in der Dunkelheit mit dem Passagierschiff Shanghai Maru, das auch zum Konvoi MO-902 auf dem Weg von Shanghai nach Kyūshū gehörte. Die Shanghai Maru wurde tief am Bug getroffen. Sie konnte nicht mehr kontrolliert werden und das Schiff sank. Der Konvoi mit der Akitsu Maru setzte seine Reise nach Süden fort.

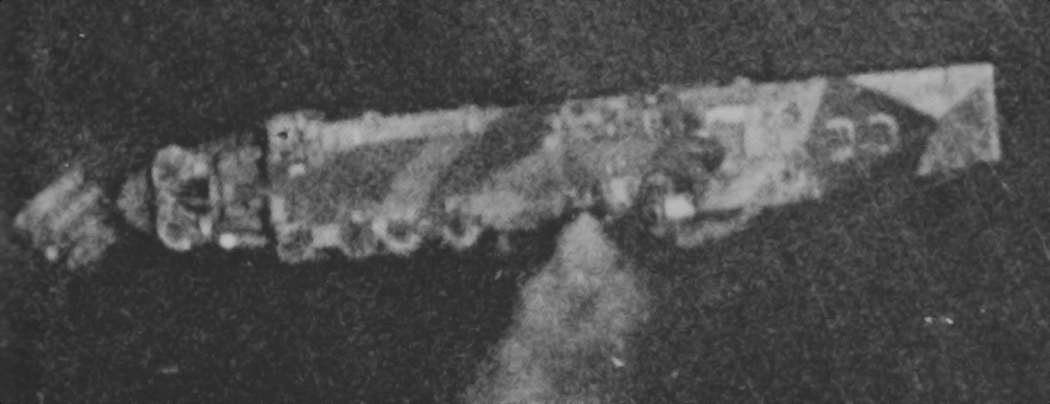
Luftbild der Akitsu Maru 1942

Am 18. November 1943 wurde das Schiff, in Begleitung des Torpedobootes Tomozuru, vor der Bucht von Manila durch das U-Boot Crevalle mit sechs Mark-14-3A-Torpedos angegriffen. Der U-Boot-Kommandant behauptete später, eine 18.000-Tonnen-Flugzeugfähre versenkt zu haben. Die Akitsu Maru wurde jedoch durch die Blindgänger nicht beschädigt. US-Codebrecher fingen eine Nachricht von der Tomozuru ab und entschlüsseln sie. Diese meldete einen Angriff mit drei Torpedos, der keinen Schaden anrichtete.
Vom 14. April bis 30. Juli 1944 erfolgte die Umrüstung zu einem leichten U-Abwehr-Geleitträger. Dabei wurde Platz für bis zu 20 auf U-Boot-Abwehr spezialisierte Typ 3 Nahaufklärungsflugzeuge Ki-76 geschaffen, die mit jeweils zwei 60-kg-Wasserbomben ausgestattet werden konnten. Tatsächlich waren jedoch aufgrund mangelnder Anzahl an vorhandenen Maschinen und nur einer geringen Anzahl an ausgebildeten Piloten maximal sieben Maschinen an Bord. Bis Anfang November erfolgte der Einsatz als U-Abwehr-Geleitträger auf vier Konvoi-Missionen. Vom 9. November 1944 bis 13. November 1944 erfolgte ein teilweiser Rückbau, indem man Teile der für Flugoperationen und Hangararbeiten nötigen Ausstattung entfernte. Stattdessen wurden Ersatzflugzeuge für Heeresluftwaffe-Einheiten auf den Philippinen auf dem Flugdeck festgezurrt.

### Untergang
Am 15. November 1944 wurde die Akitsu Maru im Rahmen des Geleitzuges Hi-81 durch das amerikanische U-Boot USS Queenfish angriffen und auf Position 33° 17′ N, 128° 11′ O versenkt. Dabei wurde ein Großteil der eingeschifften Soldaten der 23. Division getötet. Auch der größte Teil der Besatzung fand den Tod. Lediglich 310 der über 2500 Personen an Bord konnten gerettet werden.

## Technische Beschreibung

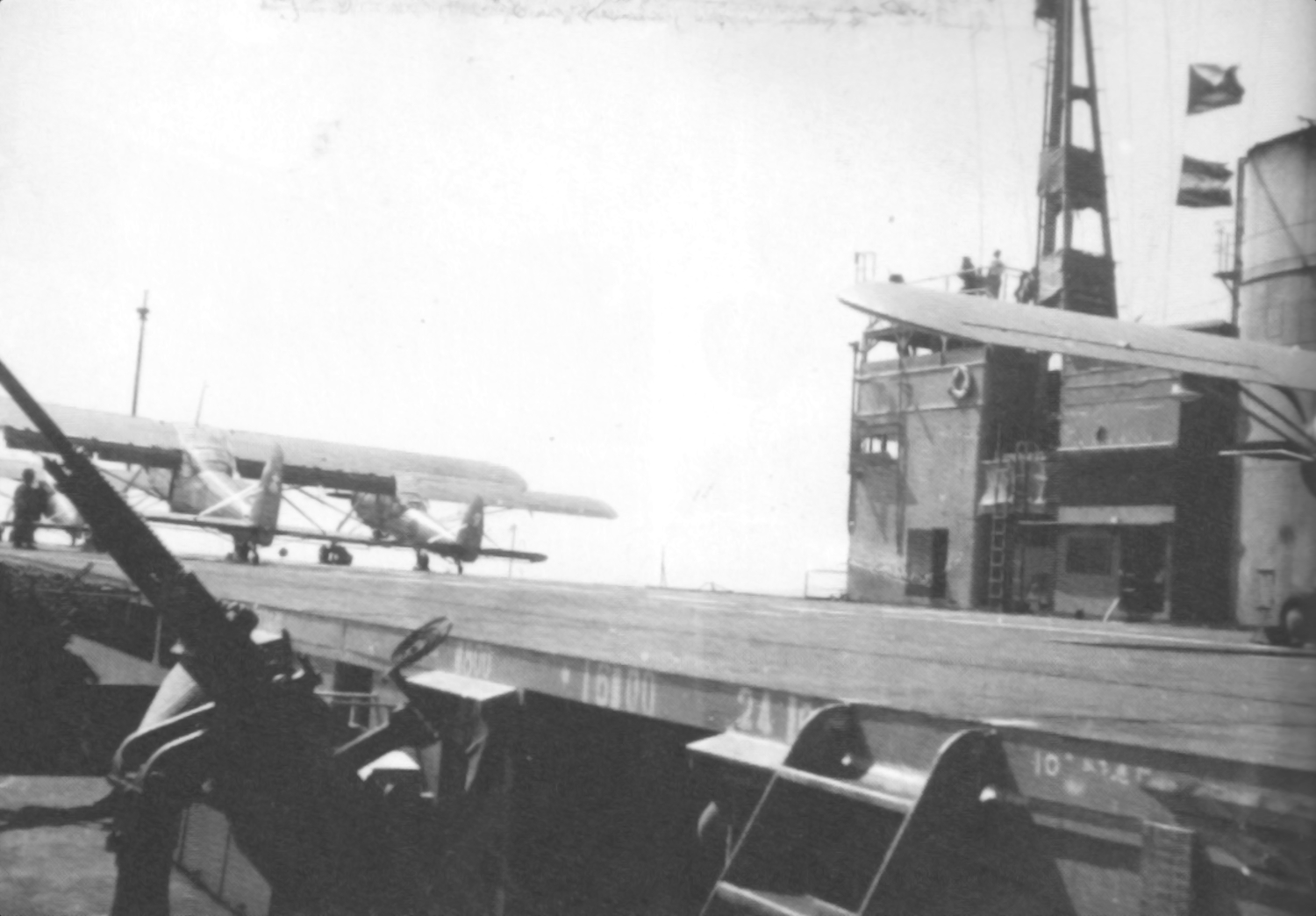
Flugdeck der Akitsu Maru 1944

### Rumpf
Der Rumpf der Akitsu Maru war 143,7 Meter lang, 19,5 Meter breit und hatte bei einer Verdrängung von 11.800 Tonnen einen Tiefgang von 7,9 Metern. Etwas über der Wasserlinie war ein fast durchgehendes Deck für bis zu 20 14-m-Landungsboote des Typs Daihatsu. Diese konnten auf der Ladedecksebene beladen und dann über je eine Rampe rechts und links mittels Seilwinden am hinteren Ende des Rumpfs ins Wasser hinabgelassen werden. Durch zwei große, vom Deck aus bewegte Tore im Heck konnten die Landungsboote das Schiff dabei verlassen und nach Absetzen der Besatzung oder Ladung wieder ins Schiff zurückkehren.

### Antrieb

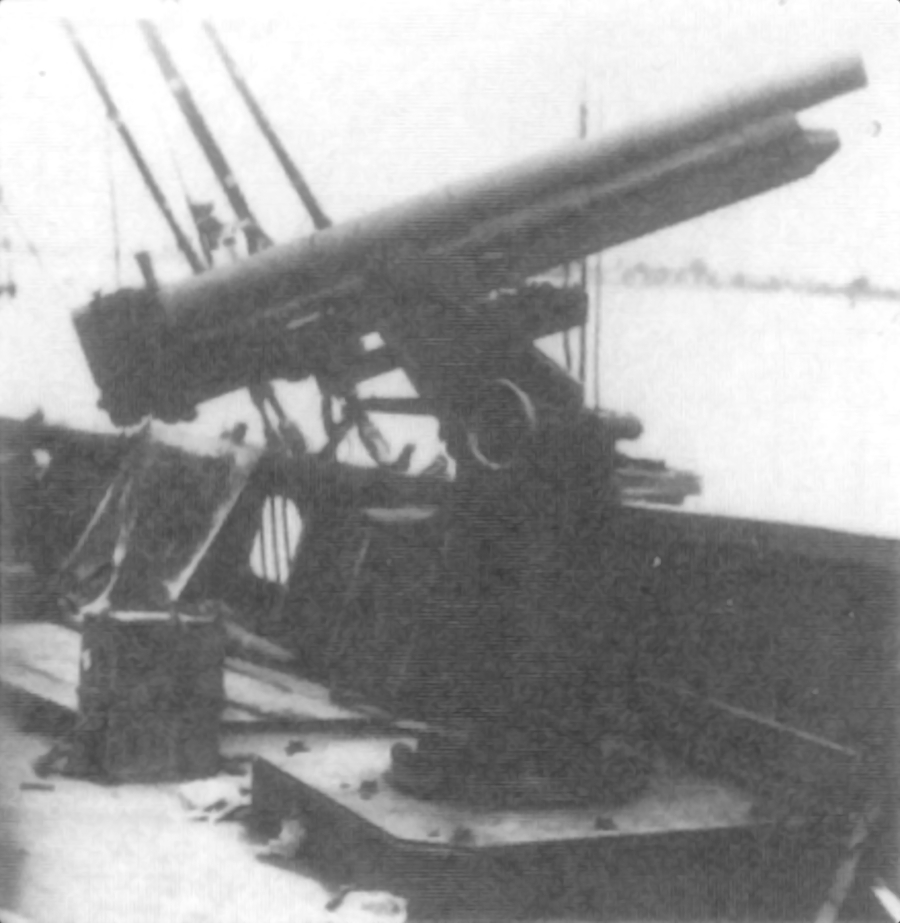
Typ 38 Feldgeschütz auf Seelafette

Der Antrieb erfolgte durch vier Dampfkessel und zwei Getriebeturbinensätze mit denen eine Gesamtleistung von 7.500 PS (5.516 kW) erreicht wurde. Die Leistung wurde an zwei Wellen mit je einer Schraube abgegeben und die Höchstgeschwindigkeit betrug 20 Knoten (37 km/h).

### Bewaffnung
Die mitgeführte Bewaffnung bestand aus zehn Typ 38 7,5-cm-Feldgeschützen auf Spezial-Pivotlafette beidseits auf der Oberdecksebene sowie auf Emporen an verschiedenen Positionen auf der Ebene des Flugdecks, zwei  Typ 88 7,5-cm-Flugabwehrkanonen auf Emporen beidseits am Heck und sechs Typ 96 25-mm-Maschinenkanonen in Einzellafetten, beidseits mittig neben dem Flugdeck.
Als Flugzeuge konnten bis zu 20 Typ 3 Nahaufklärungsflugzeuge Ki-76 der 1. Unabhängigen Luftkompanie der Heeresluftwaffe und zwei Tragschrauber Typ Kayaba Ka-1 der 2. Schiffs-Luftkompanie des Heeres-Schiffskommandos mitgeführt werden. Tatsächlich wurden maximal sieben Ki-76 mitgeführt. Mit dem Tragschraubern wurden lediglich Flugtests unter Einsatzbedingungen ausgeführt, da die Pilotenausbildung bis November 1944 noch nicht abgeschlossen war.

### Sonstiges

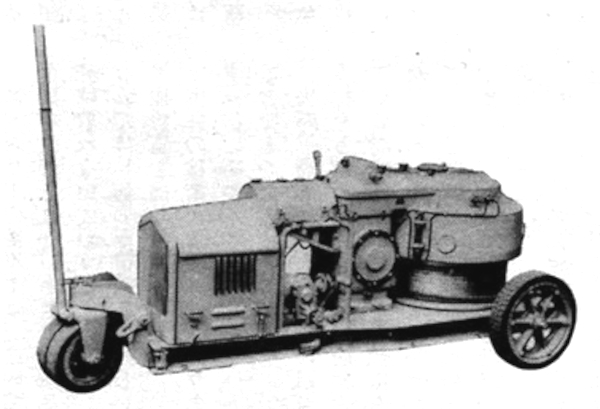
Mobiles Fangseilgerät KX, wie auf der Akitsu Maru verwendet

Nach dem Umbau 1944 konnten die mitgeführten Flugzeuge, die über Kurzstart- und -landeeigenschaften verfügten, auf dem Flugdeck sowohl starten als auch landen. Oft wurden die Maschinen offen auf dem Flugdeck des Schiffs gelagert und gewartet. Am hinteren Ende war ein einfacher Aufzug montiert, über die die Flugzeuge auf in den Hangar kamen. Dies wurde jedoch nicht oft genutzt.
Start- und Landeoperationen waren nicht zeitgleich möglich, da das Landesystem jeweils auf- oder abgebaut werden musste. Dies bestand aus acht mobilen, an Deck festschraubbaren Seilwagen, die paarweise je ein abrollbares Fangseil hielten. Die Fangseile deckten auf dem Flugdeck eine Strecke von 100 m vor dem Bugende ab. Dabei war das erste Seil kurz hinter der runden Decksmarkierung angebracht, die den Piloten als Anflugsziel diente. Drei weitere Seile kamen nach 30 m, 60 m und 90 m Für Notlandungen konnte auf Höhe der Kommandoinsel ein Fangnetz gespannt werden.